# Walter Hardy
Walter Hardy es un personaje ficticio que aparece en los cómics estadounidenses publicados por Marvel Comics. Creado por el escritor Marv Wolfman y el artista Keith Pollard, apareció por primera vez en The Amazing Spider-Man # 194 (julio de 1979). Es un gato ladrón de fama mundial y el padre de Felicia Hardy, también conocida como la Gata Negra.

## Biografía del personaje ficticio
Walter Hardy es un conocido ladrón de gatos que fue arrestado en algún momento. Años después, Gata Negra robó papeles del precinto en la prisión que tiene detenido a su padre. Peter Parker investigó a Walter Hardy donde se enteró de que Walter Hardy había estado encerrado en la prisión de Nueva York durante las últimas décadas y que ahora tiene una enfermedad terminal. En la prisión de Nueva York, Spider-Man lucha contra la Gata Negra, mientras que sus cómplices Boris Korpse y Bruno Grainger destruyen la pared de la celda de la prisión de Walter Hardy, lo que causó algunos escombros al enterrar a Spider-Man.
Con Spider-Man incapaz de salir de los escombros, los oficiales de prisiones son incapaces de detener a la Gata Negra, Boris Korpse y Bruno Grainger para irse con Walter Hardy. Mientras que en la casa de Walter Hardy, Gata Negra revela su identidad como Felicia Hardy a su padre enfermo terminal, donde también mencionó que su madre Lydia le ocultó su pasado. Walter luego se va a pasar sus últimos momentos con su esposa. Después de que Gata Negra caiga al río, Spider-Man se va a encontrar con Lydia Hardy, quien está llorando por la muerte de Walter.
En el momento en que la Gata Negra está en el hospital después de la batalla de Spider-Man con el Doctor Octopus, ella le dijo a Peter Parker que había sido visitada por el fantasma de Walter Hardy.

## Poderes y habilidades
El Gato tiene un dispositivo de gancho de agarre en miniatura, que le permite columpiarse de los edificios de una manera similar a Spider-Man, aunque no tan rápido. También puede usar el cable de este dispositivo como cuerda floja, dispositivo de escala de pared, línea de oscilación y / o como arma en combate. Él tiene memoria fotográfica también.

## Otras versiones
La versión Ultimate Marvel del personaje se identifica como Jack Hardy y se ve en una lista de gatos ladrones conocidos en la base de datos Daily Bugle.

## En otros medios

### Televisión
- Apareció en los episodios de Spider-Man "The Cat" y "The Black Cat", con la voz de John Phillip Law. El nombre del personaje se cambia a John Hardesky, pero sigue siendo similar a su contraparte de los cómics. Cuando era niño, los nazis lo engañaron para que lo espiara en el experimento del Capitán América y tenía un recuerdo fotográfico de él. Cuando descubrió quiénes eran los verdaderos nazis, los evadió cuando Red Skull los envió tras Walter y logró desalojarlos. Años más tarde, se lo muestra bajo custodia protectora de S.H.I.E.L.D. hasta que Kingpin tuvo al Camaleón en reemplazarlo para que Kingpin pueda obtener la fórmula para hacer sus propios súper soldados. Al descubrir la fórmula, Kingpin decide organizar una "reunión familiar" haciendo que el Doctor Octopus secuestrara a Felicia Hardy. Ella se convierte en un sujeto de prueba a la fórmula de súper soldado sometida a ella por Herbert Landon y se transforma en la Gata Negra. Después de encontrarse con la Gata Negra, Spider-Man la sigue al escondite de Kingpin y la rescata a ella y a Walter. Walter destruye el suero del súper soldado antes de que Herbert Landon pueda duplicarlo. Con el plan de Kingpin frustrado, Walter se despide de su esposa e hija y voluntariamente regresa a la custodia de S.H.I.E.L.D.
- Walter Hardy, amalgamado con el ladrón, aparece en The Spectacular Spider-Man, con la voz de James Remar. En un flashback al que accedió el simbionte Venom, se le muestra robando a Sullivan Edwards y escapando en el ascensor. Después de que el Tío Ben de Peter Parker es asesinado, Peter investiga como Spider-Man y descubre que el asesino fue perseguido a un almacén abandonado. Aunque el ladrón se cae por la ventana, Spider-Man lo salva y lo entrega a la policía. En el episodio "Opening Night", Hardy es representado como un preso de la Bóveda mientras que Spider-Man está allí para probar su sistema de seguridad y Gata Negra se infiltra en la prisión para sacar a su padre. Después de encontrarse con Spider-Man y su hija en medio de una fuga de la prisión, el primero reconoce a Hardy como el ladrón que mató a Ben. Hardy expresa su arrepentimiento por quitarle la vida al hombre y se ofrece a enmendar las cosas quedándose atrás para liberar gas nocaut para someter a los otros presos fugitivos y permitir que Spider-Man y la Gata Negra escapen.

### Videojuegos
- Walter Hardy aparece en el videojuego Spider-Man del 2018. Él aparece como una misión secundaria en el episodio de DLC "The Heist". Spider-Man se compromete a ayudar al Detective Mackey de la policía de Nueva York del precinto de Greenwich a localizar las pinturas robadas por Walter, quien era el Gato Negro original. Mientras Spider-Man busca las pinturas, Mackey transmite la historia de fondo de Walter al héroe. La habilidad de Walter como ladrón atrajo el interés de Maggia. Cuando Walter se negó a unirse a la Maggia, se dejó arrestar y supuestamente murió ahogado en un intento fallido de escapar de Ryker. Después de recoger todo el arte robado, Spider-Man regresa a la comisaría y descubre por la desaparición del detective que Mackey es en realidad Walter, quien fingió su muerte y tomó un apodo para asegurarse de que Maggia no persiguiera a su hija Felicia. Antes de irse, Walter le pide a Spider-Man que cuide a la nueva Gata Negra.